# Candida utilis
Espèce
Candida utilis est une espèce de levures de la famille des Saccharomycetaceae. Elle se développe principalement sur des substrats riches en cellulose (bois, pâte à papier…).

## Utilisation
Candida utilis est utilisée, après inactivation par chauffage, dans l'industrie alimentaire de trois façons différentes :
- en tant qu'arôme car cette levure possède une saveur légère de viande ;
- en tant qu'aliment nutritionnel. La levure inactivée est riche en protéines et en acides aminés libres ;
- pour la production d'aliment pour animaux.

La levure est le plus souvent produite sous forme déshydratée (par atomisation).

## Pathogénicité
Les personnes ayant des relations allergiques aux moisissures peuvent réagir à Candida utilis (sinusite, affections respiratoires…). De plus cette levure peut provoquer des troubles chez les personnes avec un système immunitaire déficient (notamment troubles urinaires).

## Systématique
Le nom correct complet (avec auteur) de ce taxon est Candida utilis (Henneberg) Lodder & Kreger, 1952.
L'espèce a été initialement classée dans le genre Saccharomyces sous le basionyme Saccharomyces jadinii Sartory, R. Sartory, Weill & J. Mey., 1932.
Dans une ancienne classification, Candida utilis était connue sous le nom de Torula utilis, jusqu'à ce que les chercheurs la rapprochent du genre Candida (le genre Torula ayant maintenant été supprimé). Cependant, même aujourd'hui, elle est couramment appelée Torula.
Candida utilis a pour synonymes :
- Candida amidovorans Balloni, 1987
- Candida amidovorans Balloni, G. Florenz., G. Mazza & Polsin., 1987
- Candida guilliermondii var. nitratophila Diddens & Lodder, 1942
- Candida guilliermondii var. nitratophila Diddens & Lodder, 1957
- Hansenula jadinii (Sartory, R. Sartory, Weill & J. Mey.) Wick., 1951
- Lindnera jadinii (Sartory, 2008
- Pichia jadinii (Sartory, R. Sartory, Weill & J. Mey.) Kurtzman, 1979
- Saccharomyces jadinii Sartory, R. Sartory, Weill & J. Mey., 1932
- Torula mineralis Hayduck & Haehn ex F.C. Harrison
- Torula utilis Henneberg, 1926
- Torulopsis utilis var. major Thaysen & M. Morris, 1943
- Torulopsis utilis var. thermophila Wick.

## Publication originale
- J. Lodder et N.J.W.Kreger-van Rij, The Yeasts: a taxonomic study, 1952, p. 1-713